# You Are the One
You Are the One (titré en capitales : YOU ARE THE ONE) est un single collaboratif attribué à « TK Presents Konetto » (TK presents こねっと), sorti début 1997.

## Présentation
Le single, coécrit, composé et produit par Tetsuya Komuro, sort le 1er janvier 1997 au Japon sur le label Avex Trax. Il atteint la 1re place du classement des ventes de l'Oricon, et reste classé pendant 15 semaines.
Il est enregistré pour une œuvre de charité par la vingtaine d'artistes alors produits par Tetsuya Komuro (alias TK), dont les chanteuses Yuki Uchida, hitomi, Namie Amuro, Tomomi Kahala, Alisa Mizuki, et les membres des groupes Globe, TRF, TMN, dos, H Jungle with t (Komuro faisant lui-même partie de trois d'entre eux).
Le single contient trois pistes : la chanson originale, une version a cappella, et sa version instrumentale. La chanson-titre sera reprise par Globe sur son album Love Again de 1998, et par Namie Amuro en "face B" de son single Something 'bout the Kiss de 1999 (version figurant aussi sur son album Genius 2000 de 2000).

## Liste des titres
Toutes les paroles sont écrites par Tetsuya Komuro, Marc, DJ Koo et hitomi ; toute la musique est composée et arrangée par Komuro.
| 1. | You Are the One "Original Mix" (YOU ARE THE ONE "ORIGINAL MIX")           |  |
| 2. | You Are the One "A Cappella Mix" (YOU ARE THE ONE "A CAPPELA MIX")        |  |
| 3. | You Are the One "Just Instrumental" (YOU ARE THE ONE "JUST INSTRUMENTAL") |  |

## Artistes
- Yuki Uchida
- hitomi
- Namie Amuro
- Tomomi Kahala
- Alisa Mizuki
- Globe : Keiko Yamada et Marc Panther (et Komuro)
- TMN : Takashi Utsunomiya et Naoto Kine (et Komuro)
- TRF : Yu-Ki, Sam, Etsu, Chiharu et DJ Koo
- dos : Taeko Nishino, Asami Yoshida et Kaba-chan
- H Jungle with t : Masatoshi Hamada (et Komuro)
- m.c.A・T
- Cozy Kubo
- Yoshihiro Kai
- Yaya Auga
- Naomi Amagata